# عاموس لوزاتو
عاموس لوزاتو (3 يونيو 1928 - 9 سبتمبر 2020)، هو كاتب، وكاتب مقالات وطبيب إيطالي يهودي ولد في عائلة ذات تقاليد عريقة. كان والد والدته، دانتي لاتيس،  أحد أهم ممثلي الثقافة الإيطالية اليهودية في القرن العشرين. كان جده الأكبر لوالده، صموئيل ديفيد لوزاتو (شادال) ،  يُدرس في الكلية الحاخامية في بادوفا وكان ممثلًا إيطاليًا لـ "Wissenschaft des Judentums". عاش في فترة مراهقته في القدس حتى عام 1946. لأكثر من أربعين عام.

## روابط خارجية
- لورا توسي ، Il ruolo dell'intellettuale contemporaneo . Intervista con Amos Luzzatto باللغة الإيطالية
- Il posto degli ebrei . تعليقات حول ItaliaLibri باللغة الإيطالية
- مقابلة مع لوزاتو بعد هجوم الحادي عشر من سبتمبر باللغة الإيطالية